# Cercle (Unternehmen)
Cercle, auch Cercle Music, ist ein französisches Musikunternehmen mit Sitz in Paris. Es vereint Elemente des Eventmarketings, Livestream-Plattform und die eines Musiklabels. Das Unternehmen wurde 2016 von Derek Barbolla gegründet. Das gleichnamige Musiklabel heißt Cercle Records und veröffentlicht überwiegend Techno- und House-Musik.
Besondere Bekanntheit erhielt Cercle für seine Live-Show-Videos vor bekannten Landmarken und Naturlandschaften von DJs, Live-Acts und Produzenten der elektronischen Tanzmusik auf dem gleichnamigen YouTube-Kanal. Darunter waren Künstler wie Boris Brejcha, Amelie Lens, Sébastien Léger, Hania Rani und Solomun.

## Künstler mit Releases (Auswahl)
Auf Cercle Records haben unter anderem folgende Künstler Musik veröffentlicht:
- Ben Böhmer
- Parra for Cuva
- Monolink
- Adriatique
- Above & Beyond
- Tinlicker

## Live-Auftritte (Auswahl)
- Kölsch auf dem Eiffelturm, Frankreich (2017)
- Fatboy Slim im Brighton i360, Vereinigtes Königreich (2018)
- Boris Brejcha am Schloss Fontainebleau, Frankreich (2018)
- Amelie Lens Atomium, Brüssel, Belgien (2019)
- Ben Böhmer in einem Heißluftballon über Kappadokien, Türkei (2020)
- The Blaze in Aiguille du Midi, Chamonix-Mont-Blanc, Frankreich (2020)
- Above & Beyond in Guatapé, Kolumbien (2021)